# Vîsoke, Krasnopillea
Vîsoke (în ucraineană Високе) este un sat în comuna Hrabovske din raionul Krasnopillea, regiunea Sumî, Ucraina.

## Demografie
Componența lingvistică a localității Vîsoke
     Ucraineană (89,29%)
     Rusă (10,71%)
Conform recensământului din 2001, majoritatea populației localității Vîsoke era vorbitoare de ucraineană (89,29%), existând în minoritate și vorbitori de rusă (10,71%).